# Яницкий, Виталий Анатольевич
Виталий Анатольевич Яницкий (укр. Віталій Анатолійович Яницький, род. 8 мая 1976, Одесса) — украинский предприниматель, венчурный инвестор, основатель логистической группы PGK Groupe, бизнесов электронной коммерции в сегменте моды под брендом Label Groupe, бизнеса RIVA.UA и прочих компаний.

## Биография
Виталий Яницкий родился 8 мая 1976 года в Одессе. Образование получил в Одесском автодорожном техникуме, который окончил в 1996 году по специальности «Эксплуатация и ремонт подъемно-транспортных машин и оборудования». После окончания техникума открыл с партнером собственное кафе «Авокадо», клуб «Шале» и сеть торговых точек.
С 1999 года обучался по специальности «финансовый консультант» в венгерской компании Sinus Consulting, на базе страховых компаний AIG Life и Сredit Suisse.
С 2001 года, после обучения на курсе инвестиций, страхования и психологии, начал работу в компании «Цель жизни финансовый сервис» Лукача Ковача.
С 2004 года пришел в логистический бизнес, став сооснователем логистической компании «Почтово-грузовой курьер». С 2008 году основал ещё одну логистическую компанию Postman, специализирующуюся на доставке товаров дистанционной торговли.
В 2009 году открыл сеть сервисных центров по приему и выдаче отправлений «Точка». С открытием «Точки» была создана PGK Groupe, включающая в себя Postman и «Почтово-грузовой курьер».
В 2011 году инвестировал в проект  MagFashion, став бизнес-ангелом в нем, а также принял активное участие в его выходе на глобальный рынок. В этот же период стал сооснователем группы компаний  Label Groupе, которая специализируется в сфере электронной коммерции.
В 2013 году стал одним из основателей венчурного фонда Bull Ventures.
В 2014 году продал основные проекты PGK Groupe — Postman, «Точка» и Star Express компании Meest Group.
В 2015 году запустил проект RIVA.UA.
В 2016 году основал компанию GОLab, которая занимается внедрением продуктовых инноваций в корпорациях.
В 2017 году принял участие в запуске платформы для развития бизнеса — проект OMNI CAMPUS на ВДНХ.
В 2018 году запустил проект QUB EVENTS, занимающейся организацией ивент-мероприятий в Великобритании.
В 2020 вошёл в состав Исполнительного совета компании Meest, в роли управляющего партнёра.
В конце 2020 года завершает сопровождение сделки по продаже компании Delfast, активы которой вошли в Cooker и уже с декабря, начинает активно развивать  проект Cooker.ua.

## Бизнес-проекты

### Логистический бизнес
В 2004 году вместе с управляющим партнером транспортной компании «Укрэксимтранс» Владиславом Семенченко, основал компанию «Почтово-грузовой курьер». Семенченко финансировал запуск компании, его доля в бизнесе составила 70 %. Яницкий стал управляющим партнером с долей 30 %. Компания работала в В2В-сегменте и осуществляла доставку непродовольственных товаров для дистрибьюторов, оптовых компаний, ритейлеров. Впоследствии компания открыла 50 филиалов по Украине и обслуживала около 3000 клиентов. В 2008 году компания была переименована в «Курьер», а в 2014-м — в Star Express.
В 2009 году, Виталий Яницкий с партнером Геннадием Берестом основали службу доставки Postman. Postman специализировался на доставке конечному потребителю, то есть работал в В2С-сегменте. В 2009 году компания занимала лидирующие позиции B2C-рынка адресной доставки в Киеве, выполняя до 50 000 заказов ежемесячно. В 2009 году Геннадий Берест решил выйти из бизнеса из-за кризиса, и Виталий Яницкий выкупил долю Media Market Group. По данным исследования Украинской ассоциации директ маркетинга и Faktum Group, по итогам 2013 года рыночная доля курьерских доставок Postman в Украине составила 10,4 %.
В 2009 году Виталий Яницкий основал сеть сервисных центров выдачи отправлений «Точка». В 2013 году сеть насчитывала 27 сервисных центров по Украине и до 2014 года обрабатывала 75 тыс. заказов ежемесячно.
В 2011 году В. Яницкий запустил сервис фулфилмента NRG (ноги-руки-голова), который предоставлял полный цикл услуг по работе с товаром: прием товара на границе, фулфилмент, курьерский агрегатор. Годовой оборот PGK Groupe (Star Express, Postman, «Точка», NRG, «Первая грузовая») в 2013—2014 годах составил 400 млн грн, а география доставки составляла 23 500 населенных пункта по Украине.
В 2013 году Виталий Яницкий основал компанию Post.ua для доставки заказов клиентов Label, которую в июле 2018 года продал Fozzy Group.
В 2014 году Виталий Яницкий принял предложение Meest Group о слиянии путем продажи. Остальные проекты группы «Курьер» и NRG также были проданы. Виталий Яницкий окончательно вышел из логистического бизнеса в 2015 году после завершения соглашения с Meest Express. (По итогам 2015 года соглашение о слиянии Meest Express с компаниями Postman, «Точка» и Star Express вошло в топ-10 знаковых соглашений по версии журнала «Forbes Украина».)

### Электронная коммерция и венчурный бизнес
В 2012 году Виталий Яницкий запустил Label.ua в формате закрытого клуба. В 2013 году ежемесячный суммарный оборот бизнесов, входивших в Label Groupe, составлял $1,1 млн. По данным УАДМ компания занимала 10 % украинского рынка электронной коммерции fashion-сегмента в 2013—2014 годах.
Осенью 2013 года Виталий Яницкий совместно с российским фондом Flint Capital основали венчурный фонд Bull Ventures для развития e-commerce рынка стран СНГ, который был прекращен в конце 2013 года.

### LifeStyle и ивент-бизнес
В 2013 году Label Groupe принял участие в проведении в Киеве выставки E-commerce expo, посвященной онлайн-ритейлу и технологиям для B2B- и B2C-сегментов. Выставку посетили около 3000 человек, свои стенды выставили порядка 50 компаний. Генеральным партнёром выступила Новая почта и Дельта банк.

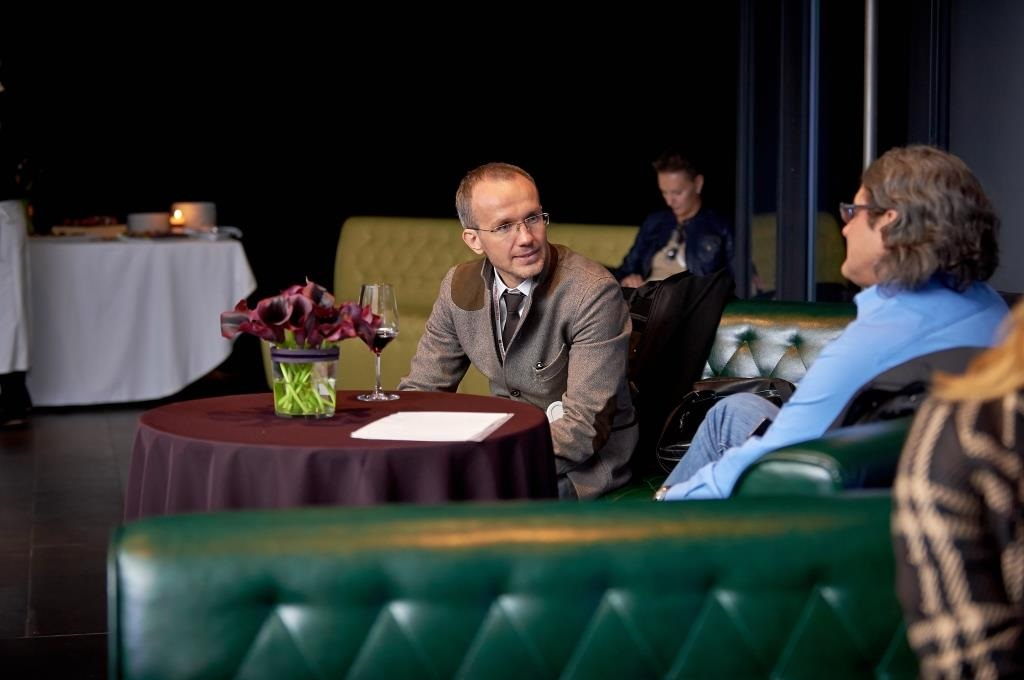
Виталий Яницкий на выставке ecommerce-технологий ECOM Expo 2013

Позднее B2B-направление E-commerce expo было выведено в отдельное мероприятие — Ukrainian E-COMMERCE CONGRESS — ежегодную конференцию, на которой встречаются влиятельные представители рынка электронной коммерции. В дальнейшем Яницкий основал национальную премию UKRAINIAN E-COMMERCE AWARDS, на которой отмечаются лидеры рынка электронной торговли.
В 2015 году Виталий Яницкий открыл проект RIVA Location на берегу Днепра в Киеве. В проект входили кафе, яхт-клуб, детские школы гольфа, яхтинга, рисования для всей семьи и первый LifeStyle коворкинг в Киеве. Летом 2015 года в RIVA.UA было проведено 45 встреч для компаний из разных стран.
В 2015 году при поддержке акционера банка DVbank Сергея Горбачевского Виталий Яницкий запустил технологическую платформу для рынка электронной коммерции и финансово технических-проектов на базе банковской лицензии.
В 2016 году Яницкий основал компанию GOlab, которая занимается внедрением в корпорациях инноваций направленных на автоматизацию процессов (ERP, CRM, Oracle Service Bus и других).
В 2018 году Виталий запускает консалтинговый проект VVOOSS — акселератор по развитию проектов и их вывод на глобальный рынок через платформу GOlab.

### Онлайн-супермаркет Cooker
В 2020 году реализовал запуск проекта онлайн-супермаркета Cooker, который предлагает доставку продуктов по Киеву за 30 минут. Идея создания онлайн-супермаркета принадлежит владельцу мясоперерабатывающего бизнеса SMK Group Денису Парамонову. Ассортимент онлайн-супермаркета включает более 1500 позиций, среди которых более 200 товаров являются мясной продукцией собственного производства.